# Paul Masvidal
Paul Alberto Masvidal (Nacido en San Juan, Puerto Rico, 20 de enero de 1971) es un guitarrista, compositor y cantante puertorriqueño. Más conocido como fundador de la banda de metal progresivo Cynic, también es miembro de Æon Spoke y ha trabajado extensivamente como músico de sesión en programas de televisión y grupos.
En 1991 participó junto a Sean Reinert en Human de Death.
Entre los programas que ha musicalizado se encuentran 3rd Rock From the Sun, Smallville, That '70s Show y Ice Road Truckers. Masvidal coprodujo y tocó guitarra en un disco que acompaña al primer libro infantil de Jim Carrey, How Rolland Rolls.

## Biografía
El interés musical de Masvidal se inició cuando era un niño por su hermano mayor, quien tocaba guitarra junto a sus amigos. En la escuela básica conoció al futuro baterista Sean Reinert, con quien formaría un grupo que adoptó los nombres de Seaweed, Crypha hasta establecerse como Cynic.
Masvidal es de ascendencia cubana. Desde 1994, Masvidal ha trabajado como voluntario en hospicios, auxiliando a enfermos terminales. En su última adolescencia se inició en el bikram yoga y desde el 2000 es un budista. Paul Masvidal ha sido vegetariano desde 1989.
Masvidal y Sean Reinert salieron del armario públicamente en mayo de 2014.

## "The Philosopher" y relaciones con Chuck Schuldiner
Tras disputas y problemas con Chuck Schuldiner, Masvidal decidió dejar la banda Death. Al parecer, aparte de que Chuck solía trabajar frecuentemente con músicos para un solo álbum, a Chuck Schudiner le molestaba que Masvidal tuviese una actitud de filósofo y que éste tratase de decirle cómo debía vivir su vida sin saber lo que él había vivido o su visión del mundo.[cita requerida] También, en aquel momento, la homosexualidad de Masvidal se sospechaba  desde mucho antes de que él saliera del armario, ya que al parecer, Masvidal tenía dudas de su sexualidad en la época en la que grabó Human.[cita requerida]
 

Su actitud  y personalidad inpiraron a Chuck a escribir la letra de "The Philosopher" a modo de una dura crítica, esto fue dicho por el mismo Chuck en una entrevista después de la grabación del disco[cita requerida] y es respaldado por mucha gente y por la misma letra de la canción, con versos tales como éste, claramente acerca de las dudas sobre la orientación sexual de Masvidal:
"So you preach about how I'm supposed to be, yet you don't know your own sexuality"

("Me dices como se supone que debo ser, pero no sabes tu propia sexualidad")

## Discografía
| Con Cynic - 1993 - Focus - 2008 - Traced in Air - 2010 - Re-Traced - 2011 - Carbon-Based Anatomy - 2012 - The Portal Tapes - 2014 - Kindly Bent to Free Us - 2021 - Ascension Codes | Con Death - 1991 - Human Con Master - 1991 - On the Seventh Day God Created ... Master Con Æon Spoke - 2004 - Above the Buried Cry - 2007 - Æon Spoke |